# Norte (álbum)
Norte é o sexto e último álbum de estúdio da banda de rock brasileira NX Zero, lançado em 7 de agosto de 2015 pela gravadora Deck, o primeiro lançamento do grupo pela gravadora. Foi produzido por Rafael Ramos e marca o retorno da banda após um período de crise.
O show de lançamento ocorreu em 19 de setembro, no Audio Club, São Paulo. O repertório contou com as 12 faixas do álbum e os maiores sucessos da banda. A turnê foi encerrada em dezembro de 2017.
Com o projeto mundial #NewMusicFriday, lançado em julho de 2015, que visa lançar novas músicas as sextas, a banda aderiu ao projeto, e resolveu lançar uma nova música a cada sexta até o lançamento oficial do álbum. O álbum gerou três singles, "Meu Bem", "Pedra Murano" e "Fração de Segundos", além dos promocionais "Modo Avião", "Mandela" e "Breve Momento".

## Faixas
| N.º            | Título                | Duração |  |
| 1.             | "Modo Avião"          | 3:06    |  |
| 2.             | "Meu Bem"             | 3:09    |  |
| 3.             | "Mandela"             | 4:00    |  |
| 4.             | "Fração de Segundo"   | 3:44    |  |
| 5.             | "Por Amor"            | 3:15    |  |
| 6.             | "Personal Privê"      | 5:37    |  |
| 7.             | "Vibe"                | 4:35    |  |
| 8.             | "Pedra Murano"        | 3:51    |  |
| 9.             | "Breve Momento"       | 3:56    |  |
| 10.            | "Gole de Sorte"       | 4:06    |  |
| 11.            | "Milianos"            | 3:54    |  |
| 12.            | "Marcas de Expressão" | 5:52    |  |
| Duração total: | Duração total:        | 49:05   |  |

## Créditos

### NX Zero
- Di Ferrero: vocal
- Gee Rocha: guitarra, vocal de apoio
- Fi Ricardo: guitarra
- Caco Grandino: baixo
- Daniel Weksler: bateria, percussão

### Músicos adicionais
- Lulu Santos: guitarra solo (faixa 4)
- Rafael Mimi: teclados, guitarra, lap steel guitar